# فرودگاه ییچون مینگویشان
فرودگاه ییچون مینگویشان (به انگلیسی: Yichun Mingyueshan Airport) یک فرودگاه همگانی است . این فرودگاه در کشور چین قرار دارد و در ارتفاع ۴۰ متری از سطح دریا واقع شده‌است.

## شرکت‌های هواپیمایی و مقصدهای پروازی
| شرکت‌های هواپیمایی      | مقصدهای پروازی                                |
| ---------------------- | --------------------------------------------- |
| بیجینگ کپیتال ایرلاینز | سانیا فونیکس، شی‌آن شیان‌یانگ                   |
| Lucky Air              | کونمینگ چانگشوی، شانگهای هونگچیائو            |
| شنژن ایرلاینز          | پکن، بایون گوآنگجو، کینگدائو لیوتینگ، شنژن بن |
| سیچوان ایرلاینز        | چنگدو شوانگلیو، زیامن گائوچی                  |